# Castillo de Buñol

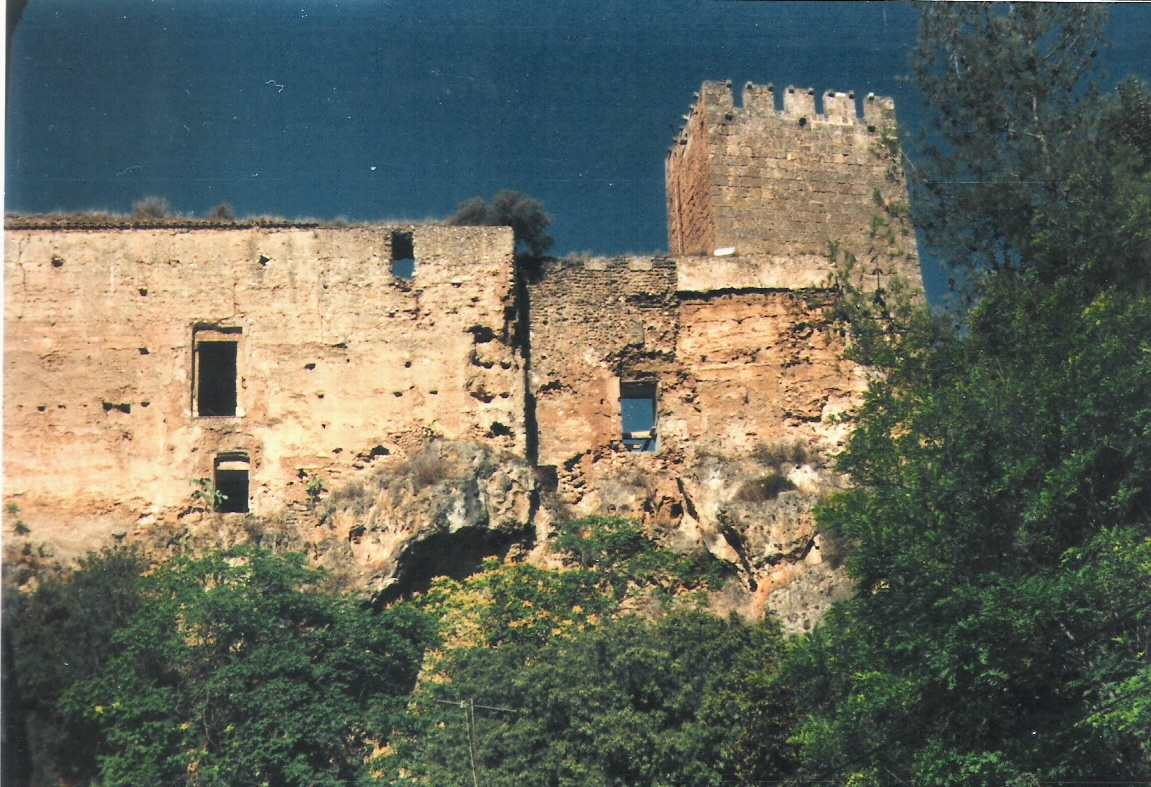
Castillo de Buñol.

El castillo de Buñol (s. XI - XII) en la provincia de Valencia es una fortaleza cristiana que se sitúa en el centro de la población, en su parte más elevada, sobre dos macizos rocosos en los que hubo un asentamiento islámico anterior. Desde este castillo se dominaba el camino real de Madrid, en la zona de frontera entre los reinos de Castilla y Valencia y la Hoya de Buñol.

## Descripción
El castillo se encuentra dividido en dos recintos separados por fosos artificiales y unidos por un puente, extendiéndose de noroeste a sureste ocupando aproximadamente 400 m de longitud.
La fortaleza norte, de planta irregular pentagonal con plaza de armas en su centro, era el espacio militar propiamente dicho. Este recinto cuenta con murallas realizadas con fábrica de mortero de cal, reforzadas por torreones de fábrica mixta de mortero de cal y sillería de toba calcárea en los elementos singulares ( puertas, bóvedas...) . Actualmente el perímetro de la muralla está parcialmente ocupado por viviendas adosadas a la misma, rodeando un espacio exento central. Las viviendas actuales ocuparían el espacio histórico donde se situarían los edificios que darían servicio a la guarnición militar ( cocina, dormitorios, cuerpo de guardia, caballerizas...)

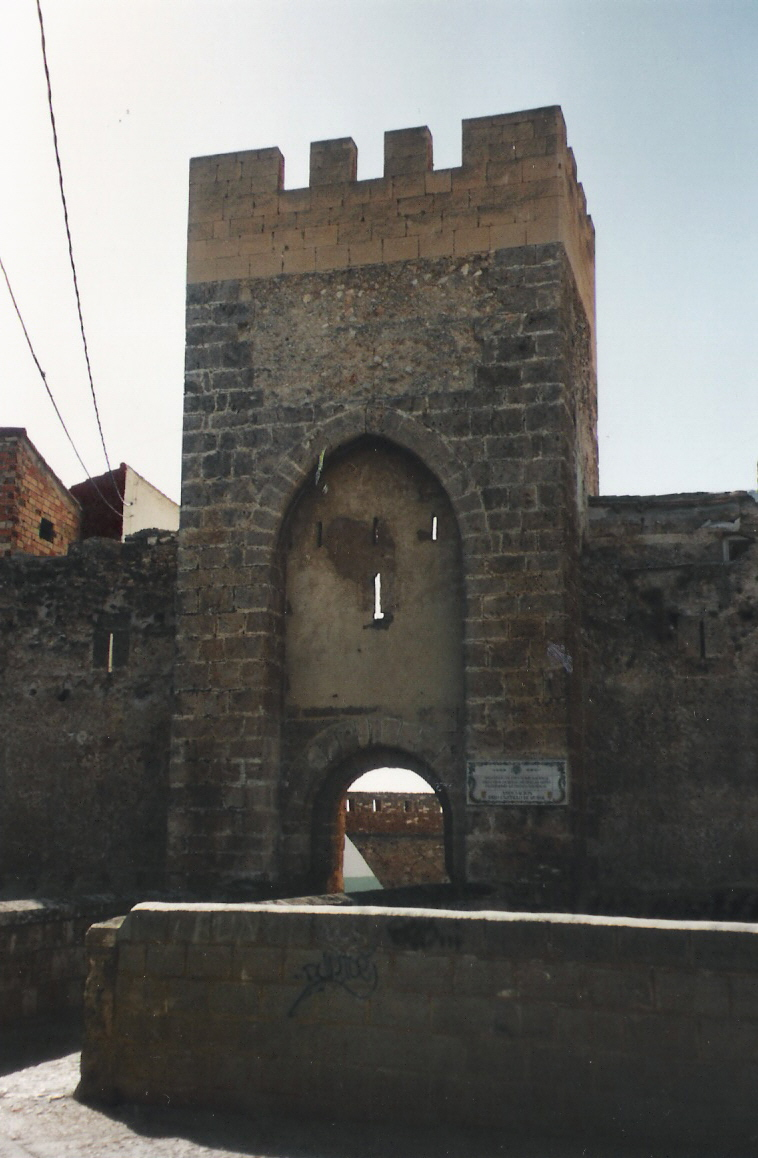

En el centro del conjunto y entre los dos recintos se sitúa la Torre Mayor, dominando el puente y el foso. Esta torre, de planta trapezoidal, está realizada con fábrica de sillería excepto en su cara norte lindante con el foso, donde la fábrica es mixta de mortero de cal con sillares y sirve de acceso al recinto sur o zona residencial.
La fortaleza sur, de planta irregular, realizada también con muros de fábrica de mortero de cal, albergaba las estructuras residenciales de la fortaleza. . En este recinto se distinguen dos zonas, la alta donde se sitúa la Torre Mayor, el Palacio Gótico y el palacio renacentista y otra más baja actualmente ocupada por viviendas donde se sitúa la iglesia y la torre sur del recinto llamada “La Torreta”, de planta cuadrada, que suponía el acceso meridional a la fortaleza desde la población.
Del palacio gótico se conserva la sala denominada “Del Oscurico”, con planta rectangular y cinco arcos diafragmáticos la cual contaba inicialmente con tres plantas, de las que dos fueron derribadas en la época de la II República porque su estado ruinoso ponía en peligro la zona del pueblo situado en sus faldas.
La iglesia del Salvador de una sola nave está cubierta con bóveda de cañón, con arcos fajones de ladrillo, disponiendo de lunetos entre ellos. Fundada en el s. XIV, fue reformada al modo Barroco en el s. XVII, aunque su ocupación civil a finales del s. XIX destruyó casi completamente su programa decorativo.
El Palacio renacentista o de los Mercader, construido en el s. XVI como ampliación del complejo residencial del palacio gótico al que estaba unido mediante un pequeño puente a nivel de las plantas nobles de los dos palacios. Actualmente tras su restauración acoge la oficina de turismo y un pequeño museo arqueológico.
El segundo recinto estaba subdividido por una línea de muralla de orientación W-E que enlazaba el palacio gótico con la Iglesia del Salvador, junto a la cual existía una puerta de comunicación que daba acceso al llamado Huerto del castillo, quizá por contener una pequeña extensión de terreno agrícola que abastecería las cocinas del castillo.
En el extremo sur se sitúa la Torreta, torre-puerta que comunica la fortaleza con el antiguo núcleo urbano que en origen fue una torre albarrana al exterior de la fortaleza.

## Historia

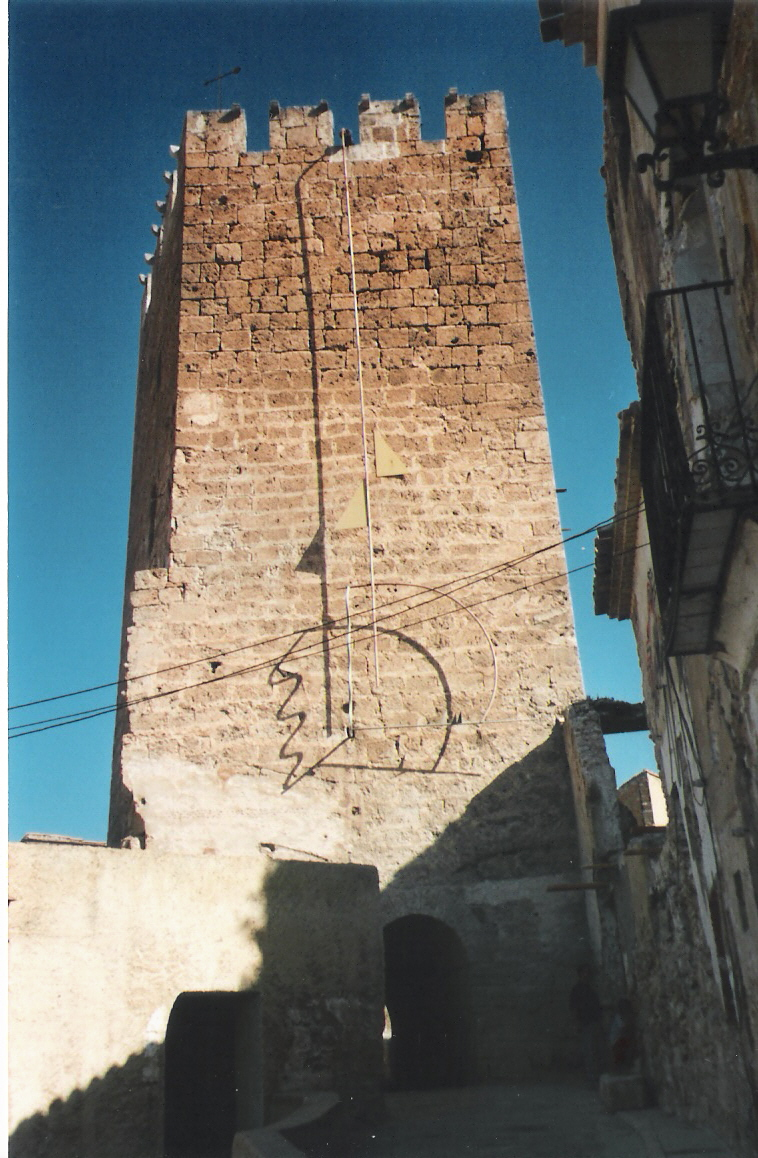

Fue conquistado a los árabes en 1238 por el rey D. Jaime I, (aunque permanecieron con sus casas y tierras, hasta la expulsión) y donado a don Rodrigo de Lizana, que en 1241 lo entrega a la Orden de San Juan de Jerusalén.
Hasta el momento, el origen documentado de la fortaleza se situaría en el s. XI-XII con restos de época islámica en ambos recintos, entre los que destacan los restos de la puerta de comunicación de la fortaleza islámica con la población, denominada en este momento BUNYUL.
Tras la conquista cristiana (1238) el rey Jaime I la dona a Rodrigo de Lizana, uno de los caballeros que participan en la conquista de la ciudad de Valencia, quien posteriormente la dona a la orden militar del Hospital u Orden de San Juan de Jerusalén. Posteriormente el Rey don Jaime quitó estos lugares a la Orden y en 1260 se lo vende a Berenguela Fernández y a un hijo natural que hubo de ella (D. Pedro Fernández el Cabizbajo), al cual D. Jaime II compró en 1304 para donarlo a su hijo el infante don Alfonso y luego éste lo dona a su hijo don Jaime en 1328. De éste los heredó don Pedro, quien lo retuvo por largos años hasta que su tío Pedro IV de Aragón lo consiguió para su hijo Juan I en 1393, pero pronto volvió en poder de don Jaime, hijo primogénito de don Pedro Conde de Urgel; según la documentación conocida sobre la fortaleza este sería el momento de la remodelación del castillo a la manera gótica que es la preponderante en el actual.
Tras la sublevación del conde de Urgel contra la resolución del Compromiso de Caspe a principios del s. XV, el señorío de la Hoya de Buñol pasa a manos (mediante compra a la Corona de Aragón) a la familia Mercader, ciudadanos ennoblecidos de la ciudad de Valencia. Así que pasó a don Álvaro de Ávila en 1415, quien lo vendió a don Alfonso V de Aragón en 1424 y este se lo vendió a su camarero Berenguer Mercader, cuyo apellido llevó el primer conde de Buñol en tiempos de Felipe III, quien se lo concedió a don Gaspar Mercader Carroz en 1604, hasta que en 1835, cuando tras un largo pleito de 75 años entre los pobladores de la Hoya y los descendientes de los Mercader y Condes de Buñol, la propiedad revierte a la Corona. Durante la larga posesión de la Hoya de Buñol por los Mercader, evolucionará de Señorío a Baronía y posteriormente a Condado en el siglo XVII.
Tras la reversión a la Corona es utilizado como cuartel en las guerras carlistas (hecho que ya había sucedido en la Guerra de Sucesión y la Guerra de Independencia). Posteriormente, a fines del siglo XIX, es ocupado por la población civil más desfavorecida del lugar, convirtiéndose en un barrio más de la misma. A principios de la década de los años 60, se crea la Asociación de amigos del castillo, dirigida por Facundo Tomás Martí, iniciándose un proceso de restauración de la fortaleza aún vigente.